# آبشار لوه
آبشار لوه این آبشار در گالیکش در استان گلستان واقع است. آبشار لوه در ۲۰ کیلومتری گالیکش و در ۵ کیلومتری جاده اصلی گلستان - مشهد و در کنار روستایی به همین نام(لوه) و در جنگلی انبوه با درختان پهن برگ واقع شده‌است. همجواری آبشار با پارک جنگلی گلستان ارزش ویژه‌ای به آن بخشیده‌است. گالیکش آبشارهای متعددی دارد که در این میان آبشار لوه با ۷۵ متر ارتفاع از آبشارهای دیدنی و کم‌نظیر استان گلستان و در روستای لوه است.